# Eva y Klaus Herlitz

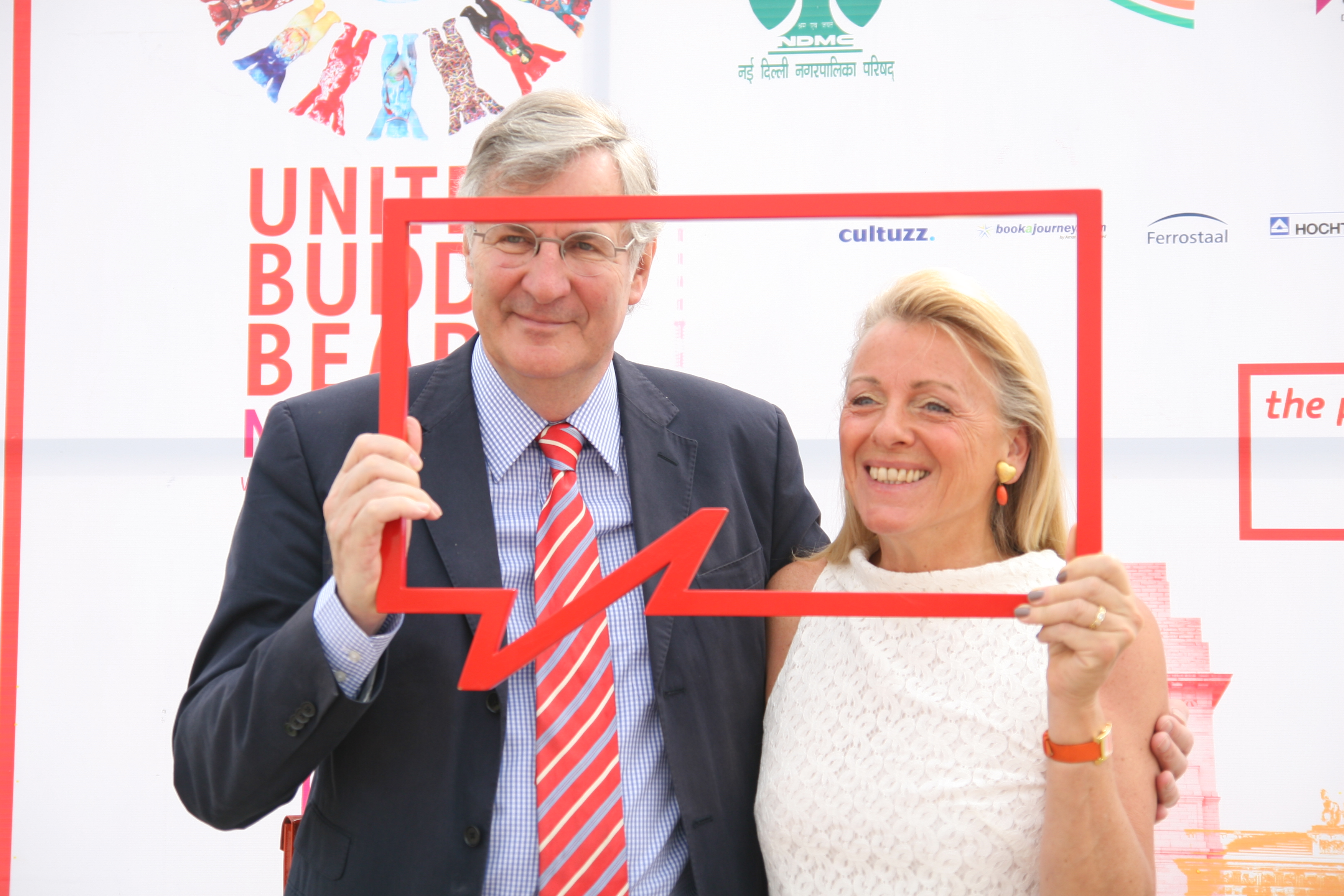
Eva y Klaus Herlitz
Nueva Delhi - marzo de 2012

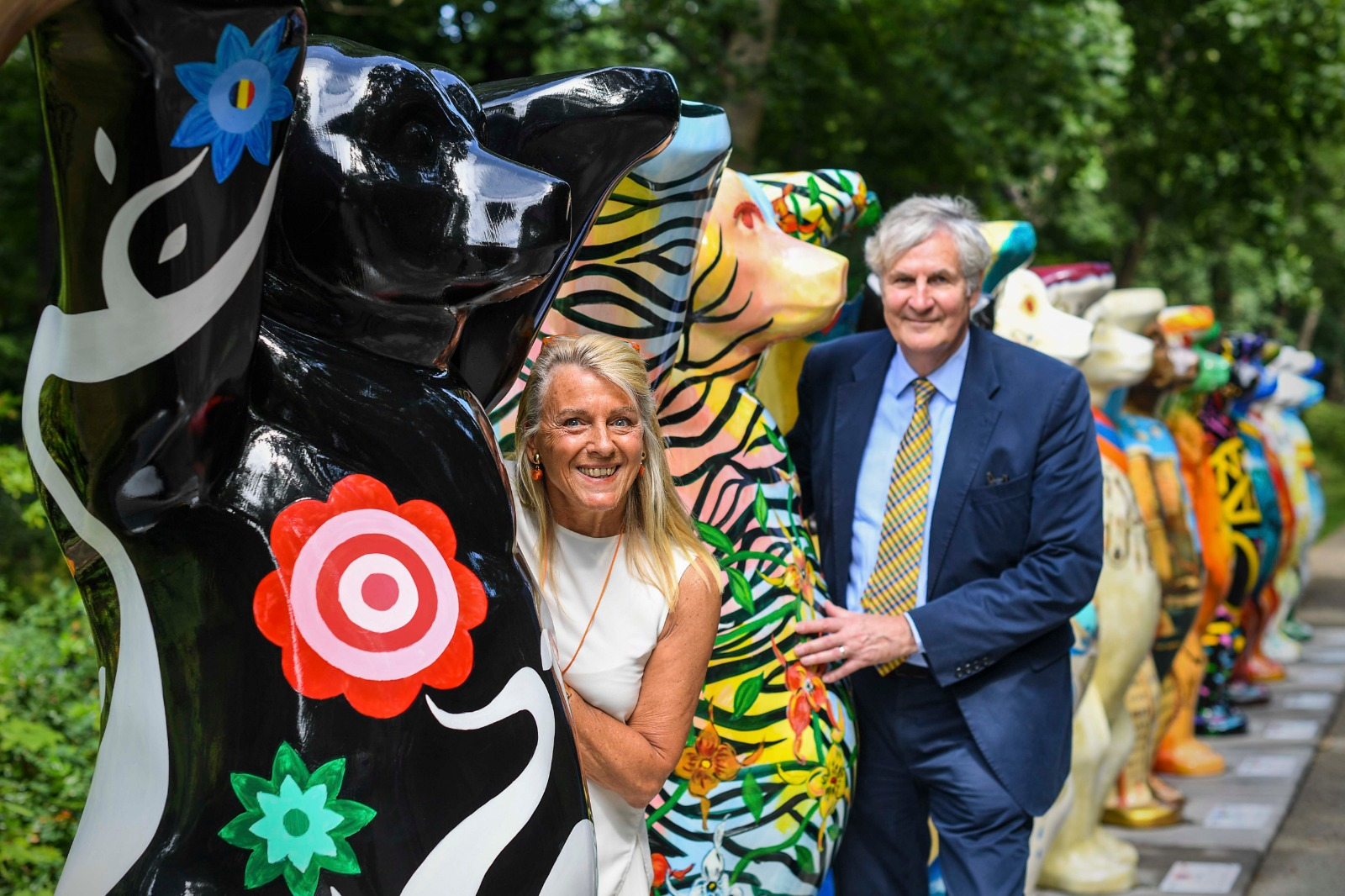
Eva y Klaus Herlitz
Tierpark Berlin - julio de 2020

Eva y Klaus Herlitz son un matrimonio que reside en Berlín. Son los iniciadores de las exposiciones internacionales de los United Buddy Bears. Están casados desde 1972 y tienen tres hijos.
La escultura de los osos Buddy fue desarrollada en 2001 por Eva y Klaus Herlitz en estrecha cooperación con el artista y escultor austriaco Roman Strobl. El origen del proyecto United Buddy Bears se remonta al año 2002. Tras el exitoso (así descrito por el Senado de Berlín) «Buddy Bär Berlin Show 2001», esta idea se vio ampliada. La popularidad de los osos debía aprovecharse, según la idea de los creadores, para hacer reflexionar a personas de todo el mundo para una mejor comprensión mutua. Una comprensión de las diferentes condiciones de vida en otros países y el análisis con culturas diferentes como base para una vida en común y una coexistencia pacíficas. La idea de los United Buddy Bears se desarrolló a partir de la reflexión básica con el lema «¡Si nos conocemos mejor, entonces nos podremos entender mejor, confiar más y convivir mejor!».
El círculo de los United Buddy Bears consiste actualmente en hasta 150 osos, de los cuales cada uno representa uno de los países reconocido por las Naciones Unidas y diseñados por un artista del país correspondiente. Los organizadores también han llamado al evento «Die Kunst der Toleranz» (El Arte de la Tolerancia). La entrada, por lo general, es libre y permite así la visita a la exposición de clases escolares enteras. Hasta ahora más de 45 millones de visitantes de todo el mundo ya han visto las exposiciones en los cinco continentes. Los osos promocionan en su gira mundial una convivencia pacífica entre los pueblos, las religiones y culturas.
Mediante numerosas actividades en torno a los osos Buddy se han recaudado hasta ahora más de dos millones de euros para UNICEF y muchas organizaciones de ayuda a la infancia en las salas de exposición anteriores. Para poder ayudar a los niños de forma rápida, precisa y con poca burocracia, en 2004 Eva Herlitz fundó la asociación «Buddy Bear Help» junto con varias artistas internacionales. En octubre de 2013, el matrimonio Herlitz recibió la Orden al Mérito de Berlín, que es la distinción más alta de Berlín, con la que se distingue a las personas que se han comprometido de manera especial. Por su gran compromiso social, Eva y Klaus Herlitz fueron premiados con la Cruz de la Orden del Mérito de la República Federal de Alemania en enero de 2019. El alcalde gobernador Michael Müller realizó la entrega en nombre del presidente alemán Frank-Walter Steinmeier.

## Obras publicadas
- Herlitz, Eva y Klaus, Buddy Bear Berlin Show. NeptunArt Publisher, 2001. ISBN 3-85820-152-9.
- Herlitz, Eva y Klaus, United Buddy Bears — The Art of Tolerance, 2009. ISBN 978-3-00-029417-4.
- Herlitz, Eva y Klaus: Buddy Bear Berlin, 4th edition, December 2015, ISBN 978-3-00-038736-4.